# Leandrinho
Leandro Henrique do Nascimento (Ribeirão Claro, 11 oktober 1998) is een Braziliaans voetballer die bij voorkeur als vleugelspeler speelt. Hij verruilde Ponte Preta in januari 2017 voor SSC Napoli.

## Clubcarrière
Leandrinho speelde in de jeugd bij Ituano en Ponte Preta. Op 8 mei 2015 maakte de vleugelspeler zijn eerste treffer voor Ponte Preta in de Copa do Brasil tegen Moto Club de São Luís. Op 25 juni 2015 debuteerde hij in de Braziliaanse Série A in het uitduel tegen Fluminense, waarin hij na 77 minuten inviel voor Renato Cajá.

## Clubstatistieken
| Seizoen         | Club            | Competitie      | Competitie | Competitie | Beker | Beker | Internationaal | Internationaal | Totaal | Totaal |
| Seizoen         | Club            | Competitie      | Wed.       | Dlp.       | Wed.  | Dlp.  | Wed.           | Dlp.           | Wed.   | Dlp.   |
| --------------- | --------------- | --------------- | ---------- | ---------- | ----- | ----- | -------------- | -------------- | ------ | ------ |
| 2015            | Ponte Preta     | Série A         | 8          | 0          | 4     | 1     | 1              | 0              | 13     | 1      |
| 2016/17         | SSC Napoli      | Serie A         | 0          | 0          | 0     | 0     | 0              | 0              | 0      | 0      |
| 2017/18         | SSC Napoli      | Serie A         | 0          | 0          | 0     | 0     | 0              | 0              | 0      | 0      |
| Carrière totaal | Carrière totaal | Carrière totaal | 8          | 0          | 4     | 1     | 1              | 0              | 13     | 1      |

Bijgewerkt t/m 8 februari 2018

## Interlandcarrière
In 2015 won hij met Brazilië –17 het Zuid-Amerikaans kampioenschap voor spelers onder 17 jaar in Paraguay. Leandrinho werd topscorer van het toernooi met acht doelpunten in vijf duels.